# Recuerdo Ixtelja
Recuerdo Ixtelja är en ort i Mexiko.   Den ligger i kommunen Salto de Agua och delstaten Chiapas, i den sydöstra delen av landet, 800 km öster om huvudstaden Mexico City. Recuerdo Ixtelja ligger 83 meter över havet och antalet invånare är 112.
Terrängen runt Recuerdo Ixtelja är huvudsakligen kuperad, men österut är den platt. Runt Recuerdo Ixtelja är det ganska tätbefolkat, med 56 invånare per kvadratkilometer. Närmaste större samhälle är Cuctiepa, 3,9 km söder om Recuerdo Ixtelja. I omgivningarna runt Recuerdo Ixtelja växer i huvudsak städsegrön lövskog.